# Манастиреа (Дамбовица)
Манастиреа (рум. Mânăstirea) насеље је у Румунији у округу Дамбовица у општини Креведија. Oпштина се налази на надморској висини од 107 m.

## Становништво
Према подацима из 2002. године у насељу је живело 709 становника, од којих су сви румунске националности.